# Radiomania
La Radiomania désigne une période-clé de l'histoire boursière, pendant les années 1920, caractérisée par un investissement massif dans les sociétés diffusant des émissions de radio ou produisant des équipements pour la TSF. Elle fait suite, près d'un siècle après, à la Railway mania, époque de spéculation sur les sociétés de chemin de fer.
La Radiomania débute en 1918, lorsque Telefunken créé la filiale Transradio, qui entra dans l’histoire en introduisant la transmission duplexée, en 1919 et construit pour les Hollandais, à Batavia, une grande station, qui fonctionne à puissance réduite.
L'Agence de presse Transocean et l'Europa Radio allemande utilisent la même technologie. Aux États-Unis, Herbert Moore lance le "Transradio Press Service", installé à New York.
En 1920, les premiers programmes quotidiens de radiodiffusion débutent  en Angleterre (Marconi company), aux États-Unis à Washington, D.C. (KDKA) et Pittsburgh, ainsi qu'en URSS. L'Empire de presse Scripps-Howard y contribue en 1920, quand l'un de ses quotidiens, le The Detroit News fonde WWJ, première station de radio d'information continue. En 1922, il lance la Scripps National Spelling Bee, compétition annuelle où de jeunes doivent épeler au micro des mots choisis par un jury.
En 1925, la radio est utilisée pour la première fois pour une campagne électorale par Herbert Hoover. L'une des sociétés phares de la Radiomania aux États-Unis est RCA, créée en 1919 par General Electric et qui reprend les activités de Marconi et commercialise les équipements fabriqués par General Electric et Westinghouse, puis s'engage sur le marché des stations de radio commerciales, en rachetant les réseaux WEAF et WCAP à AT&T, les stations WJZ de New York et WRC de Washington, pour former la National Broadcasting Company (NBC).
Les statistiques font apparaître une spectaculaire poussée des ventes d'appareils de radio Westinghouse  avec 100 000 récepteurs écoulés en 1922, 250 000 en 1923, 1,5 million en 1924 et 2 millions en 1924, le chiffre d’affaires passant en quatre ans de 60 à 430 millions de dollars. Entre 1925 et 1929 l'action de RCA passe de 11 à 114 dollars à Wall Street, ce qui représente 73 fois le dividende distribué. C'est l'action la plus échangée en 1929.